# Louise d'Épinay
Louise d'Épinay, geboren als Louise Tardieu d'Esclavelles (Valenciennes, 11 maart 1726 - Parijs, 15 april 1783), was een Franse salonnière en schrijfster.

## Biografie
Louise d'Épinay was een dochter van Louis-Gabriel Tardieu d'Esclavelles, een gouverneur, en van Florence-Angélique Prouveur. In 1745 trouwde ze met Denis-Joseph Lalive d'Epinay. Ze was een vriendin van Denis Diderot en Jean-Jacques Rousseau, die bij haar zou verblijven tot in 1757. Daarnaast werkte ze mee aan de Correspondance littéraire van Friedrich Melchior Grimm en hield ze een rijke correspondentie met Ferdinando Galiani. Van 1757 tot 1759 verbleef ze in Genève, waar ze contacten had met Voltaire en Théodore Tronchin. Ze schreef voornamelijk werken over pedagogische vraagstukken, zoals Lettres à mon fils uit 1759 en Conversations d'Émilie uit 1774. Dat laatste boek was een antwoord op de Émile van Rousseau, die meisjes vooral gehoorzaamheid wilde bijbrengen en een intellectuele opvoeding kwalijk achtte voor hun latere taak als moeder aan de haard. Doorheen twintig fictieve conversaties met haar geadopteerde kleindochter Émilie liet d'Épinay zien hoe ook meisjes een stimulerende en zo goed mogelijke opvoeding verdienden, die studie, spel en tijd buitenshuis omvatte. Ze schreef ook een autobiografische roman, Histoire de Madame de Montbrillant, waarin ze in het bijzonder een rekening zou vereffenen met Rousseau.

## Werken
- (fr)  Lettres à mon fils, 1759.
- (fr)  Conversations d'Emilie, 1774.
- (fr)  Histoire de Madame de Montbrillant.

## Voetnoten
1. ↑  Robertson, R., The Enlightenment. The Pursuit of Happiness 1680-1790, 2020, p. 367

- Bibsys: 90229858
- Bibliothèque nationale de France: cb121076379 (data)
- CiNii: DA03967585
- Gemeinsame Normdatei: 118685015
- Historisch woordenboek van Zwitserland: 041451
- International Standard Name Identifier: 0000 0001 1062 2282
- Library of Congress Control Number: n82222291
- Bibliotheek van het Japanse parlement: 00557808
- Nationale Bibliotheek van Tsjechië: xx0162318
- Nationale bibliotheek van Australië: 35742912
- Nationale Bibliotheek van Israël: 987007260978405171
- Nationale Bibliotheek van Polen: a0000001194178
- Nederlandse Thesaurus van Auteursnamen: 070614172
- Réseau des bibliothèques de Suisse occidentale: 02-A000057684
- Istituto Centrale per il Catalogo Unico: CUBV060599
- LIBRIS: 307117
- Système universitaire de documentation: 029452058
- Trove: 1066978
- Virtual International Authority File: 51720337